# Halmeenbeek
Halmeenbeek (Zweeds - Fins: Halmeenoja) is een beek, die stroomt in de Zweedse  gemeente Pajala. De beek ontvangt haar water van de Noordelijke en Oude Airiberg. Ze stroomt naar het zuidoosten rechtstreeks naar de Muonio. Ze is nog geen vijf kilometer lang.
Afwatering: Halmeenbeek → Muonio → Rautasrivier → Tornerivier → Botnische Golf